# 印度防御
印度防御是國際象棋開局兵開局的一種，走法為： 
1.d4 Nf6
常见的印度防御的变着有：
- 古印度防禦(A53–A55)

1.d4 Nf6 2.c4 d6
- 翼印度防御 又名“新印度防御” (E12-E19)

1.d4 Nf6 2.c4 e6 3.Nf3 b6
- 尼姆佐-印度防御 (E20-E59)

1.d4 Nf6 2.c4 e6 3.Nc3 Bb4
- 王翼印度防御(E60-E99)

1.d4 Nf6 2.c4 g6
- 别诺尼防御 (A56-A79)

1.d4 Nf6 2.c4 c5
- 格林菲爾德防禦 (D70–D99)

1.d4 Nf6 2.c4 g6 3.Nc3 d5

## 参阅
- 开放性开局
- 半开放性开局
- 封闭性开局
- 国际象棋